# 苏尼亚耶夫-泽尔多维奇效应
苏尼亚耶夫-泽尔多维奇效应（Sunyaev-Zel'dovich effect，缩写为效应）是宇宙微波背景辐射的光子与星系团等天体中的高能电子发生逆康普顿散射而导致观测到的温度分布产生变化的现象。经过逆康普顿散射，高能电子的一部分能量转移给了背景辐射中的低能光子，因而低能光子的数量减少，高能光子的数量增加，光子的总能量增加，背景辐射不再是理想的黑体輻射。
苏尼亚耶夫-泽尔多维奇效应是由苏联物理学家拉希德·苏尼亚耶夫和雅可夫·泽尔多维奇于1970年代初期提出的，并且已经在某些星系团中观测到，可以用于检测宇宙中的物质分布、确定哈伯常数的数值、星系团中热等离子体的质量等等。